# برناديت أندريا
برناديت أندريا (بالإنجليزية: Bernadette Andrea)‏ هي كاتِبة أمريكية، ولدت في 1966.